# Liz Halliday
Liz Halliday (ur. 14 grudnia 1978 roku w San Diego) – amerykańska zawodniczka startująca w wyścigach samochodowych oraz w jeździectwie. Komentator wyścigów samochodowych.

## Kariera
Halliday rozpoczęła karierę w międzynarodowych wyścigach samochodowych w 2003 roku od startów w klasie GTC British GT Championship oraz w EERC Britsports. W British GT Championship trzykrotnie stawała na podium, w tym raz na jego najwyższym stopniu. Z dorobkiem 90 punktów uplasowała się tam na jedenastej pozycji w klasyfikacji generalnej. W późniejszych latach Amerykanka pojawiała się także w stawce American Le Mans Series, FIA GT Championship, Le Mans Endurance Series, Grand American Rolex Series, 24-godzinnym wyścigu Le Mans oraz Le Mans Series.

## Wyniki w 24h Le Mans
| Rok  | Zespół                | Partnerzy                       | Samochód           | Klasa | Okr. | Poz. | Klasa Pos. |
| ---- | --------------------- | ------------------------------- | ------------------ | ----- | ---- | ---- | ---------- |
| 2005 | Intersport Racing     | Sam Hancock Gregor Fisken       | Lola B05/40 / AER  | LMP2  | 119  | NU   | NU         |
| 2006 | Intersport Racing     | Clint Field Duncan Dayton       | Lola B05/40 / AER  | LMP2  | 297  | 19   | 4          |
| 2007 | Noël del Bello Racing | Witalij Pietrow Romain Iannetta | Courage LC75 / AER | LMP2  | 198  | NU   | NU         |